# Solières Sport
Maillots
Dernière mise à jour : 27 septembre 2023.
Solières Sport était un club de football belge localisé dans le village de Solières près de Huy. Ce cercle parvient en séries nationales en 2013 et y séjourne dix saisons de suite, toutes au 4e niveau.
En délicatesse financière, le club termine la saison 2022-2023 en position de relégué vers la D3 Amateur ACFF où il est censé retrouver le R. FC Huy (matricule 76). En définitive, les deux entités s'accordent pour s'unir sous la dénomination R. Union Hutoise et le matricule 76.
Soilères Sport portait le numéro matricule 9426.

## Repères historiques
- 1946 : 12/06/1946 fondation de CERCLE SPORTIF SOLIERES et affiliation auprès de l'URBSFA qui lui attribue le matricule 4497[1].
- 1956 : CERCLE SPORTIF SOLIERES arrête ses activités. Le matricule 4497 est "démissionné" le 17 décembre 1956.

- 2002 : 18/09/2002 fondation de SOLIERES SPORT et affiliation auprès de l'URBSFA qui lui attribue le matricule 9426[1].
- 2023 : SOLIERES SPORT (9426) fusionne avec ROYAL FOOTBALL CLUB HUY (76) pour former ROYALE UNION HUTOISE (76). Le matricule 9426 disparaît.

## Histoire
Au sortir de la Seconde Guerre mondiale, le petit village de Solières connait un club affilié à l'URBSFA: le CS Solières. Mais celui n'existe que durant dix ans. Il n'existe aucun rapport concret entre ce précurseur et Solières Sport.
Solières Sport est un club jeune puisque fondé en 2002, par des "dissidents" du R. FC Huy. En l'espace de 10 ans, le cercle franchit les quatre échelons des séries provinciales liégeoises et atteint  la Promotion.
En 2013, Solières a dû laisser le titre provincial à Spa, mais il gagne le tour final de P1. Lors du Tour final interprovincial, les Rouges vont gagner à l'Etoile Sportive Champlonnaise (2-2 puis 2-3 après prolongation). Ensuite, ils doivent s'incliner aux tirs au but contre les Limbourgeois de Vlijtingen (0-0, 4-5). Un barrage de repêchage est joué et gagné à Gosselies (1-2). Cette victoire permet aux banlieusards hutois de monter en Nationale en raison de la radiation du K. Beerschot AC.
Si l'on excepte sa première saison, dite d'adaptation (10e place), le matricule 9426 termine deux fois sur le podium dont une première place, à égalité de points, mais devancé à la différence de buts par Meux en 2016.

## Résultats dans les divisions nationales
Statistiques clôturée, club disparu.

### Bilan
| Niv | Divisions     | Jouées | Titres | TM Up | TM Down |
| --- | ------------- | ------ | ------ | ----- | ------- |
| I   | 1re nationale | 0      | 0      |       |         |
| II  | 2e nationale  | 0      | 0      |       |         |
| III | 3e nationale  | 0      | 0      |       |         |
| IV  | 4e nationale  | 10     | 0      | 1     |         |
| V   | 5e nationale  | 0      | 0      |       |         |
|     |               |        |        |       |         |
|     | TOTAUX        | 10     | 0      | 1     | 0       |

- TM Up : test-match pour départager des égalités, ou toutes formes de Barrages ou de Tour final pour une montée éventuelle.
- TM Down : test-match pour départager des égalités, ou toutes formes de Barrages ou de Tour final pour le maintien.

### Classements
| Ordre                                        | Saison  | Nom du club    | Niveau                  | Classement final | Remarques                            |
| -------------------------------------------- | ------- | -------------- | ----------------------- | ---------------- | ------------------------------------ |
| séries provinciales                          |         |                |                         |                  |                                      |
| 1                                            | 2013-14 | Solières Sport | Promotion série D       | 10e/16           |                                      |
| 2                                            | 2014-15 | Solières Sport | Promotion série D       | 3e/16            | Tour final                           |
| 3                                            | 2015-16 | Solières Sport | Promotion série D       | 2e/16            | Admis en D2 Amateur                  |
| 4                                            | 2016-17 | Solières Sport | Division 2 Amateur ACFF | 7e/16            |                                      |
| 5                                            | 2017-18 | Solières Sport | Division 2 Amateur ACFF | 9e/16            |                                      |
| 6                                            | 2018-19 | Solières Sport | Division 2 Amateur ACFF | 12e/16           |                                      |
| 7                                            | 2019-20 | Solières Sport | Division 2 Amateur ACFF | 14e/16           | Repêché                              |
| 8                                            | 2020-21 | Solières Sport | Division 2 Amateur ACFF | N/A              | saison annulée en raison du Covid-19 |
| 9                                            | 2021-22 | Solières Sport | Division 2 Amateur ACFF | 7e/16            |                                      |
| 10                                           | 2022-23 | Solières Sport | Division 2 Amateur ACFF | 16e/18           | Relégué !                            |
| Arrêt à la suite de la fusion avec R. FC Huy |         |                |                         |                  |                                      |